# Wendy: Every Witch Way
Wendy: Every Witch Way es un videojuego de acción y plataformas distribuido por TDK Mediactive y desarrollado por WayForward Technologies para la Game Boy Color en 2001. El juego se centra en el personaje Wendy de la serie Casper el fantasma. Ella abre accidentalmente el cofre de sus tías, que contienen piedras mágicas que alteran la gravedad de un castillo flotante, provocando que choque con su propia casa. El jugador controla a Wendy en el transcurso de cuatro mundos de dieciséis niveles, y cada mundo cuenta con tres niveles de desplazamiento lateral y un nivel de disparos horizontal. Insertar el juego en una Game Boy Advance desbloqueará un nuevo mundo exclusivo.
El juego ha sido concebido como una conexión con una serie animada planeada como reboot. Ha recibido reseñas generalmente positivas de críticos de videojuegos, aclamándolo por su originalidad, pero ha sido criticado por su corta duración. Matt Bozon de WayForward se inspiraría más tarde en Wendy: Every Witch Way para trabajar en su juego de 2009 Mighty Flip Champs.

## Trama y jugabilidad
Wendy: Every Witch Way es un videojuego de acción y plataformas. El juego comienza con la bruja Wendy, un personaje de la serie Casper el fantasma. Un día, Wendy va al ático de sus tías, donde encuentra y abre un cofre que contiene las piedras lunares mágicas. Al hacer esto, se altera la gravedad del castillo flotante de piedra lunar, haciendo que caiga sobre su casa. Wendy deberá recolectar las piedras para restaurar la gravedad.
El juego se extiende por cuatro mundos: salones, jardines, calabozos y torres. Cada mundo tiene tres niveles de desplazamiento y uno de disparos, donde Wendy montará su escoba. Al final de cada mundo, el jugador obtendrá una piedra en un altar. El juego termina con una pelea de jefe con un dragón. Insertar el juego en una Game Boy Advance desbloqueará el mundo exclusivo que consiste de tres nuevos niveles. También incluye una contraseña para desbloquear poder ilimitado.

## Desarrollo
Wendy: Every Witch Way fue desarrollado por WayForward Technologies, distribuido por TDK Mediactive y diseñado por Matt Bozon. Fue planeado originalmente como una conexión con una serie animada que fue cancelada. El juego está inspirado en Metal Storm para Nintendo Entertainment System de 1991. Vincent Bitetti, el CEO de TDK Mediactive, mencionó que el juego debería agradarle tanto a las chicas como a los chicos. El motor utilizado para Wendy: Every Witch Way fue utilizado en títulos previos de WayForward como Xtreme Sports y Sabrina: The Animated Series: Zapped!. El juego fue lanzado en septiembre de 2001.

## Recepción y legado
Wendy: Every Witch Way ha recibido reseñas generalmente positivas de los críticos, con un puntaje de 82% en el sitio agregador de reseñas GameRankings. Los críticos aclamaron al juego por su originalidad. Craig Harris de IGN lo ha denominado un «título de acción extremadamente original». Los gráficos también fueron bien recibidos. Michael Lafferty de GameZone lo describió como «exuberante y colorido». Mike Messersmith de GameZilla señaló la animación del juego como «de primera categoría» para un título de Game Boy Color. El diseño de sonido obtuvo una recepción mixta. Mike Messersmith habló bien de los efectos de sonido y la música, mientras que Michael Lafferty fue más crítico, llamando al audio «limitado». También se ha criticado al juego por su corta duración. Un escritor de Jeuxvideo.com ha remarcado que los niveles parecieron pocos y cortos.
En una entrevista con Pocket Gamer acerca de Mighty Flip Champs, Matt Bozon de WayForward dijo que se inspiraron en Wendy: Every Witch Way para aquel título. Mark Bozon añadió que quisieron hacer un juego que fuera un sucesor espiritual de Every Witch Way en términos de concepto.